# Tournée Sans Attendre

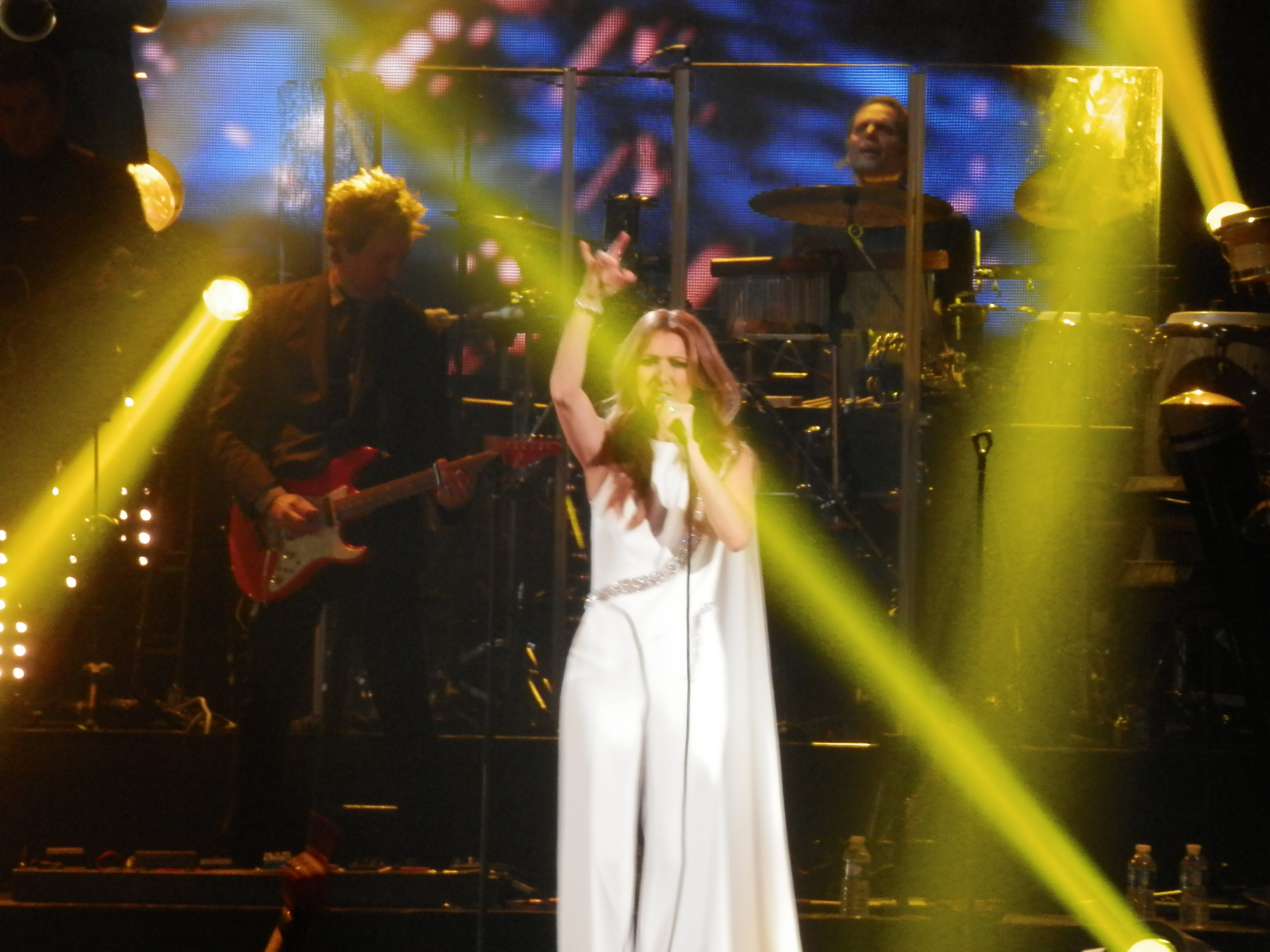
Céline Dion au Palais Omnisports de Paris-Bercy en 2013.

La Tournée Sans attendre est la dixième tournée de la chanteuse canadienne Céline Dion. Planifiée et décidée en novembre 2012, lorsque Céline Dion se déplace en France pour la promotion de son album Sans attendre, elle a eu lieu en 2013.

## À propos
Selon son producteur de spectacle Gilbert Coullier, la mini-tournée européenne devait passer par les pays francophones et anglophones, permettant à Céline Dion de faire la promotion de son album en français Sans attendre et de son album en anglais Loved Me Back to Life. Néanmoins, l'album en anglais étant repoussé, la partie anglophone de la tournée est reportée,.
La tournée francophone a toutefois lieu comme prévu en Belgique et en France en novembre et en décembre 2013.

## Céline… une seule fois
Même s'il ne fait pas officiellement partie de la tournée Sans attendre, Céline Dion donne un spectacle à Québec sur les Plaines d'Abraham le 27 juillet 2013, devant un parterre de 42 495 spectateurs.
Céline… une seule fois est le deuxième concert en dehors de Las Vegas depuis que Céline Dion a repris ses concerts en mars 2011 dans la capitale du jeu. Le premier était en 2012 au Jamaica Jazz and Blues Festival. C'est aussi le deuxième spectacle qu'elle donne sur les Plaines d'Abraham. Le premier étant Céline sur les Plaines en 2008, qui célèbre le 400e anniversaire de la naissance de la ville de Québec.
Contrairement au concert de 2008, Céline Dion est seule sur scène, sans invité. Le spectacle est constitué autour de Céline Dion et de son répertoire uniquement.
Le show est à 80 % en français et à 20 % en anglais, avec des chansons des albums Incognito (1987) jusqu'à Sans attendre (2012).
Le 24 mai 2013, une première liste des chansons du spectacle est révélée. Le concert comprend six chansons de l'album Sans attendre, ainsi que cinq autres chansons qui n'ont pas été interprétées depuis le concert du millénium ou lors de la tournée Let's talk about Love en 1999. Elle offre en primeur en rappel la pièce-titre de son prochain album, Loved Me Back to Life, attendu à l'automne.

## Première partie
La première partie du spectacle à Québec est assurée par Jean-Marc Couture.
En Europe, c'est Vincent Niclo qui assure la première partie.

## Listes des titres
Introduction: Je ne vous oublie pas (Interprété a cappella)
1. Dans un autre monde
2. Parler à mon père
3. Medley: It's All Coming Back to Me Now/The Power of Love
4. On ne change pas
5. Destin
6. Immensité
7. Qui peut vivre sans amour ?
8. Je crois toi
9. La mer et l'enfant
10. Celle qui m'a tout appris
11. Where Does My Heart Beat Now
12. Terre
13. Tout l'or des hommes
14. Regarde-moi 1
15. Je sais pas
16. Loved Me Back to Life
17. Water and a Flame
18. At Seventeen 1
19. Ziggy 1
20. S'il suffisait d'aimer
21. All by Myself
22. J'irai où tu iras (Duo avec Marc Langis)
23. Medley: Love Can Move Mountains/River Deep, Mountain High
24. My Heart Will Go On
25. Pour que tu m'aimes encore
26. Le Miracle 1

Final: Je ne vous oublie pas (Interprété a cappella)

1 interprétées lors de certains concerts

Notes
- At Seventeen et Le Miracle sont interprétées le 21 novembre au Sportpaleis.
- Ziggy et Regarde-moi sont interprétées à Paris-Bercy.

## Dates de la tournée
| 21 novembre 2013  | Anvers | Belgique | Sportpaleis d'Anvers             |
| 22 novembre 2013  | Anvers | Belgique | Sportpaleis d'Anvers             |
| 25 novembre 2013  | Paris  | France   | Palais omnisports de Paris-Bercy |
| 26 novembre 2013  | Paris  | France   | Palais omnisports de Paris-Bercy |
| 29 novembre 2013  | Paris  | France   | Palais omnisports de Paris-Bercy |
| 30 novembre 2013  | Paris  | France   | Palais omnisports de Paris-Bercy |
| 1er décembre 2013 | Paris  | France   | Palais omnisports de Paris-Bercy |
| 4 décembre 2013   | Paris  | France   | Palais omnisports de Paris-Bercy |
| 5 décembre 2013   | Paris  | France   | Palais omnisports de Paris-Bercy |